# Décès en 1064
Décès
- 1060
- 1061
- 1062
- 1063
- 1064
- 1065
- 1066
- 1067
- 1068

Cette page dresse une liste de personnalités mortes au cours de l'année 1064 :
- 29 mars : Ottokar Ier de Styrie, margrave de Styrie.
- 28 juin : Henri Ier de Dabo, comte d'Eguisheim et  comte de Dabo.
- 15 août : Ibn Hazm, Abû Muhammad Alî ibn Ahmad ibn Sa'îd ibn Hazm az-Zahiri al-Andalussi, poète et philosophe arabo-andalou.
- septembre : Mauger de Hauteville, chevalier normand qui participa à la conquête normande du Sud de l'Italie.
- octobre : Aténolf II de Gaète, duc de Gaète.
- 15 octobre : Ibn Rachik, Abū ʿAlī Ḥasan Ibn Rašīq alias al-Kairwānī, écrivain et poète de l'Ifriqiya.
- 17 octobre : Rodolphe de Gabrielli,  moine-ermite camaldule italien (saint de l’Église catholique).
- 29 novembre, Al-Kunduri (en), homme d’État iranien.

- Akkadevi (en)[1], princesse de la dynastie Chalukya.
- Ardgar mac Lochlainn, membre du Cenél nEógain et roi d'Ailech.
- Donnchad mac Briain, roi de Munster et Ard ri Érenn ou Rig Érenn co Fressabra (Haut-roi en opposition).
- Dromtönpa, laïc tibétain disciple principal d’Atisha.
- Dub dá Leithe (en), abbé d'Armagh.
- Gozelo Ier (en), comte de Montaigu (en).
- Guillaume V d'Auvergne, comte d'Auvergne.
- Kutalmış, prince seldjoukide.
- Margad Ragnaldson, roi du Dublin, de l'île de Man et des Hébrides et d'une bonne partie du Galloway.
- Roger Ier de Foix, comte de Foix.
- Yaakov ben Yakar, talmudiste allemand.
- Yi Yuanji, peintre chinois.

date incertaine (vers 1064)
- Guillaume Astanove Ier de Fezensac, comte de Fezensac.

## Crédit d'auteurs
- Cet article est partiellement ou en totalité issu de l'article intitulé « 1064 » (voir la liste des auteurs).